# Religia.tv
Religia.tv – polski telewizyjny kanał tematyczny o profilu religijnym, należący do Grupy ITI, uruchomiony 15 października 2007 roku. Dyrektorem stacji był ks. Kazimierz Sowa. Zlikwidowany 31 stycznia 2015.

## Historia
Stacja rozpoczęła emisję testową 15 października 2007 roku, o godzinie 12:00, początkowo jedynie na Platformie n. W 2008 roku kanał rozpoczął ekspansję na sieci kablowe. Od 2009 roku nadawcą stacji była Telewizja Religia Sp. z o.o. (należąca do ITI). W szczytowym okresie kanał swym zasięgiem technicznym docierał nawet do 8,3 mln widzów. W roku 2010, na skutek zmian strukturalnych, właścicielem kanału został ITI Impressario Holding BV.
We wrześniu 2010 roku uruchomiono stronę internetową religia.tv. W grudniu 2010 roku kanał dołączył do oferty satelitarnej DISH Network, dzięki czemu religia.tv jest dostępna w USA. Dnia 29 kwietnia 2011 roku kanał dołączył do oferty Cyfrowego Polsatu.
Jesienią 2012 zapowiedziano zaprzestanie produkcji własnej (w tym sztandarowego programu „Rozmównica”). Od stycznia 2013 stacja emitowała głównie programy powtórkowe. Nadawca nie podpisywał też nowych umów z operatorami na dystrybucję kanału. Jednak w styczniu dyrektor stacji ks. Sowa zapowiedział, że na antenie pojawią się nowe programy. Stacja emitowała programy: „Kulturę podano. Religia.tv poleca” (kilkuminutowa zapowiedź wiadomości i wydarzeń kulturalnych w Polsce oraz programów stacji), „Moralność i etyka czasów kryzysu” oraz transmisje Mszy Świętej i jutrzni oraz nieszporów z opactwa benedyktyńskiego w Tyńcu.
Z końcem roku 2012 z redakcji odeszła spora część zespołu dziennikarskiego. Większość osób pracujących do tej pory w Religia.tv zaangażowała się w nowy projekt chrześcijańskiej telewizji internetowej Boska TV. Sam Szymon Hołownia w ten projekt się nie zaangażował, ale stworzył swój własny portal o nazwie Stacja 7, który nawiązał współpracę z tą telewizją. W marcu 2013 do redakcji programowej Religia.tv dołączył o. Maciej Zięba OP, który wraz z ks. Kazimierzem Sową i Ryszardem Petru współtworzył program „Moralność i etyka czasów kryzysu”.
W grudniu 2014 roku zapowiedziano zakończenie nadawania kanału Religia.tv z dniem 31 stycznia 2015 roku.

## Widownia
Religia.tv miała najwięcej widzów w przedziale wiekowym 35–59 lat. Większość widowni stanowiły kobiety (60%), a pod względem wykształcenia przeważały osoby z wykształceniem średnim.

## Oferta programowa
Ramówkę wypełniały zarówno programy i produkcje własne oraz zakupione produkcje zagraniczne i polskie. Przeważały filmy i cykle dokumentalne. Oprócz tego Religia.tv transmitowała niedzielną mszę św., jutrznię oraz nieszpory. Niejednokrotnie nadawane były również nabożeństwa innych Kościołów chrześcijańskich, a nawet innych religii (m.in. islam i buddyzm).

### Programy
- „Rozmównica” – wieczorny program interaktywny, w którym widzowie za pomocą telefonu lub Internetu mogli porozmawiać z prowadzącymi, którymi były głównie osoby duchowne. Program umieszczono w ramówce o godz. 22.00 w dni powszednie[17]
- „Wieści z Rzymu” – cotygodniowy serwis informacyjny przygotowany przez agencję Rome Reports. Program zawierał informacje dotyczące działalności Papieża i Stolicy Apostolskiej, życia Kościoła, dialogu międzyreligijnego, ekumenizmu, nauki, kultury, życia społecznego i problemów współczesnego świata.
- „Etyka w biznesie” – program publicystyczny, który prowadził ks. Kazimierz Sowa, poruszający problematykę etyczną w gospodarce i biznesie.
- „Wiara i polityka” – cykl wywiadów Macieja Gajka z politykami i ekspertami dotyczących relacji między religią a polityką.
- „Religia.tv poleca” – magazyn kulturalny
- „Biblijna lekcja religii – Nowy Testament” – cykl programów przybliżających Nowy Testament z udziałem teologów, biblistów, historyków i historyków sztuki.
- „Gotowi na śmierć” – program religijny prowadzony przez Szymona Hołownię i ks. Grzegorza Strzelczyka o tematyce eschatologicznej.
- „Tajemnice Słowa” – komentarz do fragmentu Ewangelii czytanej w najbliższą niedzielę.
- „Dokument w Religia.tv” – było to codziennie wieczorne pasmo dokumentalne nadawane o 21.00 składające się zarówno z produkcji własnych, jak i zagranicznych.
- „Bóg w wielkim mieście” – religijny talk show prowadzony przez Szymona Hołownię, zastąpił program „Między sklepami”.
- „Między sklepami” – talk-show Szymona Hołowni o tematyce religijnej i społeczno-obyczajowej.
- „Skalpel i dusza” – program religijno-naukowy poruszający sprawy naukowe, bioetyczne, historyczne i filozoficzne w odniesieniu do nauki Kościoła.
- „Piąta strona nieba” – program publicystyczny o charakterze międzywyznaniowym i ekumenicznym prowadzony przez Macieja Gajka, w którym wyznawcy różnych religii oceniają wydarzenia religijne i społeczne oraz dyskutują nad kwestiami etycznymi i kulturowymi. Ponadto w programie znani dziennikarze dokonywali przeglądu prasy z naciskiem wydarzenia społeczne i religijne.
- „Gość Niedzielny w Religia.tv” – wspólny projekt Religia.tv i „Gościa Niedzielnego” – cykl wywiadów
- „Kwestia smaku“ – program kulinarny.
- „Własność to wartość” – cykl programów dotyczących zagadnień z pogranicza etyki i ekonomii prowadzony przez ks. Kazimierza Sowę
- „Cotygodnik” – program publicystyczny prowadzony przez Macieja Gajka
- „Ludzie na walizkach” – Talk-show Szymona Hołowni, który rozmawiał o cierpieniu z ludźmi, którzy przeszli trudne sytuacje życiowe[18]. Program emitowany był od jesieni 2009 roku w kanale Religia.tv, powtarzany w TVN i TVN24[19].
- „Kulturoskop” – program poruszający informacje ze świata kultury i sztuki, informujący o wydarzeniach kulturalnych w różnych regionach Polski.
- „Biblijna lekcja religii” – cykl o tematyce biblijnej tworzony przy współpracy z ekspertami: biblistami, historykami i archeologiami. Eksperci podawali wskazówki jak czytać i interpretować Stary Testament, zwłaszcza w kontekście ówczesnej kultury i tradycji. Poszczególne fragmenty i przekazy biblijne omawiane były zarówno z punktu widzenia tradycji judaistycznej, jak i chrześcijańskiej, a także poddane analizie naukowej.

### Seriale i cykle dokumentalne (czcionkąpochyłąprodukcje własne)
- „Lekcja religii” – cykl dokumentalny prezentujący spojrzenie różnych religii na zagadnienia teologiczne, filozoficzne, etyczne i społeczne
- „Portrety” – seria dokumentalna, opowiadająca historie ludzi (także nieżyjących), związanych z Kościołem.
- Archiwum X Kościoła – cykl prezentujący kontrowersyjne wydarzenia w historii Kościoła katolickiego.
- „Nieznani, zapomniani” – serial dokumentalny
- „Pierwsi chrześcijanie” – serial dokumentalny o życiu pierwszych chrześcijan
- „Pochodzenie człowieka” – serial dokumentalny
- „Kultura życia” – serial dokumentalny poświęcony zagadnieniom bioetycznym
- „Sakramenty” – cykl dokumentalny
- „Na ścieżkach wiary” – serial dokumentalny
- „6 miliardów innych” – serial dokumentalny
- „Przenikanie światów” – serial dokumentalny
- „Ikony” – serial dokumentalny
- „2000 lat chrześcijaństwa” – serial dokumentalny
- Produkcje dokumentalne Kirche in Not
- „Uczniowie Jezusa” – serial dokumentalny
- „Papieskie pielgrzymki” – serial dokumentalny
- „Szaleńcy Pana Boga”- serial dokumentalny
- „W poszukiwaniu świętych skarbów” – serial dokumentalny

## Współpraca z mediami katolickimi
Stacja współpracowała z „Tygodnikiem Powszechnym”, którego 53% udziałów miał kiedyś właściciel programu – spółka ITI oraz „Gościem Niedzielnym” i „Przewodnikiem Katolickim”.

## Nagrody i wyróżnienia
- 2009 – Nagroda Ślad im. biskupa Jana Chrapka dla ks. Kazimierza Sowy za stworzenie kanału Religia.tv
- 2009 – MAGNIFICAT 2009 – Międzynarodowy Katolicki Festiwal Chrześcijańskich Filmów Dokumentalnych i Programów Telewizyjnych – Nagroda Specjalna Kongregacji Franciszkańskiej dla filmu dokumentalnego „Widok z góry” z cyklu „Szaleńcy Pana Boga” za najlepszy filmowy portret księdza misjonarza
- 2010 – Nagroda NBP im. Władysława Grabskiego dla księdza Kazimierza Sowy za program Własność to wartość emitowany na antenie
- 2010 – Jury V Jubileuszowego Polonijnego Festiwalu Multimedialnego „Polskie Ojczyzny 2010” przyznało II miejsce w kategorii „programy telewizyjne i inne filmy” dokumentowi „Another Life. Powtórzone życie” w reżyserii Joanny Kreto-Wójtowicz[20]
- 2011 – Joanna Kreto-Wójtowicz (reżyser filmu „Łotr Kazimierz”) zwycięzca polskiej edycji Konkursu Dziennikarskiego Komisji Europejskiej Europejskiego Roku 2010[21]
- 2011 – Nagroda Stowarzyszenia Wydawców Katolickich Feniks 2011 dla programu Lekcja Religii w wersji multimedialnej
- 2012 – Nagroda Grand Prix dla filmu polskiego Międzynarodowego Festiwalu Filmów Dokumentalnych HumanDOC „Globalny Rozwój w Kinie” dla filmu „18 kg”
- 2013 – nagroda publiczności dla filmu „Ty? On? Ja?” na Praskim Festiwalu Filmów Dokumentalnych Kino z duszą